# Molompize
Molompize – miejscowość i gmina we Francji, w regionie Owernia-Rodan-Alpy, w departamencie Cantal.
Według danych na rok 1990 gminę zamieszkiwało 341 osób, a gęstość zaludnienia wynosiła 20 osób/km² (wśród 1310 gmin Owernii Molompize plasuje się na 516. miejscu pod względem liczby ludności, natomiast pod względem powierzchni na miejscu 555.).